# Euregio via salina
Die Euregio via salina ist eine 1997 gegründete länderübergreifende Europaregion. Sie umfasst die Gemeinden entlang der alten Salzstraßen, die von den natürlichen Steinsalz-Lagerstätten (zumeist in Österreich) sowohl nach Venedig im Süden und ins Allgäu nach Westen führte. Der Begriff Via salina wurde neuzeitlich nach dem Namensschema der alten Römerstraßen gewählt – eine historische Straßenbezeichnung aus der Römerzeit ist nicht bekannt.
Vertragspartner der Euregio via salina sind die Regio Allgäu e.V., die Regionalentwicklung Außerfern sowie die Regio Kleinwalsertal / Bregenzerwald. Die Euregio umfasst als Mitglieder 124 Gemeinden, die Landkreise Lindau, Oberallgäu und Ostallgäu, die kreisfreie Stadt Kempten (Allgäu) sowie die Wirtschaftskammer Reutte in Tirol.